# 張德輝
张德辉（1195年—1275年），字耀卿，号颐斋，交城人。
金朝贞佑年間，供职於御史台衙门。金亡後，投降蒙軍大将史天泽为经历官。宪宗丁未（1247年），接受忽必烈的召見，陈以治国方略，並推舉名儒元好问。太宗七年（1235），隨史天泽南征，籌備多出自其謀。任河东南北路宣抚使。著有《岭北纪行》。

## 延伸阅读
[在维基数据编辑]
 《元史/卷163》，出自宋濂《元史》
 《新元史/卷167》，出自柯劭忞《新元史》